# Décision lexicale
La tâche de décision lexicale est une expérience comportementale, c’est-à-dire une expérience visant l'exploration psychologique d'un comportement. Elle consiste à présenter des mots ou des pseudomots (chaînes de caractères qui respectent les règles phonotactiques de la langue comme cateau). On demande alors aux sujets de répondre le plus rapidement et le plus précisément possible si c'est un mot ou un pseudomot. Cette tâche peut être visuelle ou auditive.
Les analyses sont basées sur les temps de réaction et les taux d'erreurs pour les différentes conditions selon lesquelles les mots (ou les pseudomots) diffèrent. Un effet extrêmement récent est l'effet de fréquence qui montre que les réponses sont plus rapides pour les mots fréquents que pour les mots rares. On a ainsi manipulé les caractéristiques des mots afin de mettre en évidence d'autres effets tels que l'effet d'âge d'acquisition, de longueur, de consistance graphèmes-phonèmes, de concrétude, etc.
La tâche de décision lexicale est souvent combinée à d'autres techniques telles que l'amorçage qui consiste à présenter un mot "amorce" avant la présentation du mot cible. On a ainsi montré que si l'amorce présentait une relation sémantique avec la cible, la réponse sur la cible était plus rapide. (la réponse sur chien est plus rapide s'il est précédé de l'amorce chat que de l'amorce voiture)

## Avantages
La décision lexicale présente l'avantage d'être très facilement mise en œuvre. Il suffit pour cela d'un ordinateur et d'un logiciel permettant de générer ce type de tâche (p.ex. DMDX).
Contrairement à la tâche de dénomination de mots, elle ne demande pas de contrôler les phonèmes initiaux des mots que l'on souhaite présenter. Elle ne demande pas non plus de gros travail sur la détection des erreurs.

## Inconvénients
On critique souvent cette tâche pour le fait qu'elle n'est pas très écologique. En effet, on voit ou on entend rarement dans la vie de tous les jours des mots présentés isolément. Un autre problème provient du choix des pseudomots qui peut changer la façon dont est effectuée la tâche.